# Liperinsalo
Liperinsalo är en ö i Finland. Den ligger i sjön Orivesi och i kommunen Libelits i landskapet Norra Karelen, i den sydöstra delen av landet, 300 km nordost om huvudstaden Helsingfors. Öns största längd är 12 kilometer i nord-sydlig riktning.

## Klimat
Trakten ingår i den boreala klimatzonen. Årsmedeltemperaturen i trakten är 0 °C. Den varmaste månaden är augusti, då medeltemperaturen är 15 °C, och den kallaste är januari, med −16 °C.